# Єгіазаров Гарій Шамоєвич
Гарій Шамоєвич Єгіазаров (Єґіазаров; нар. 29 червня 1962) — український волейбольний тренер. Нині головний тренер жіночого клубу української Суперліги «Буковинка», з Чернівців.

## Життєпис
Народився 29 червня 1962 року в Баку.
Свій тренерський шлях розпочав у 1987 році. Працював із такими клубами: «БЗБК» (Баку, Азербайджан ), «Автомобіліст» (Ташкент, Узбекистан), молодіжною командою «Олімпія Теодора» (Равенна, Італія), «Динамо» (Москва, Росія), українськими колективами «Іскра» (Луганськ), «Златогор» (Золотоноша), «Сєвєродончанка» (Сєвєродонецьк). 
Крім того, був головним тренером жіночої національної збірної України (1995-1997, 2001-2003, 2013-2020).
У сезоні 2019-2020 років очолював клуб жіночої Суперліги «Орбіта-ЗНУ-ЗОДЮСШ» із (Запоріжжя). 
В сезоні 2022-2023 підписав контракт з жіночою командою Аланта з Дніпра. 
У сезоні 2024-2025 років очолює клуб з Чернівців «Буковинку» . 
Підготував 12 майстрів спорту міжнародного класу.
Член виконкому Федерації волейболу України.

## Досягнення

#### З клубами
Чемпіонат України
- Чемпіон України (3): 1994/1995, 1995/1996, 1996/1997.
- Срібний призер України (1):  2023/2024.
- Бронзовий призер України (4): 1997/1998, 2020/2021, 2021/2022, 2022/2023.

Кубок України
- Переможець Кубка України(1): 2022/2023.
- Фіналіст Кубка України(1): 2023/2024.

Суперкубок України
- Фіналіст Суперкубка України(3): 2019/2020, 2021/2022, 2022/2023.

Чемпіонат Росії
- Срібний призер Росії (1):  2004/2005.

Кубок Росії
- Фіналіст Кубка Росії (1): 2004/2005.

#### Зі збірними
Євроліга
- Переможець Євроліга: 2017.